# Ärztlicher Direktor
Ein ärztlicher Direktor ist der Vertreter der leitenden Ärzte eines Krankenhauses und nach den Krankenhaus(gestaltungs-)gesetzen neben der Leitenden Pflegekraft und dem Leiter der Wirtschafts- und Verwaltungsdienste Teil der Unternehmensführung in einem Krankenhauses.

## Besetzung
Das Amt des ärztlichen Direktors kann hauptberuflich oder nebenberuflich, dauerhaft oder temporär ausgeübt werden. Viele kleinere bis mittelgroße Krankenhäuser rekrutieren den ärztlichen Direktor ehrenamtlich aus der Riege der leitenden Ärzte oder Chefärzte. Viele größere Krankenhäuser oder Universitätskliniken beschäftigen einen hauptamtlichen ärztlichen Direktor, der nebenbei keine eigentliche ärztliche Tätigkeit im Krankenhaus mehr ausübt, sondern sich ausschließlich auf das Management konzentriert. Zunehmend werden aber auch spezialisierte Fachkräfte ohne ärztliche Qualifikation als Krankenhausdirektor eingesetzt.

## Aufgaben
Eine klare und einheitliche Aufgabenfixierung für einen ärztlichen Direktor gibt es nicht. Die unterschiedlichen Organisationsstrukturen der einzelnen Krankenhäuser definieren dessen Aufgaben je nach eigenem Bedarf. Dies erschwert die angemessene Professionalisierung des Amtes. Meist stehen Koordinations- und Überwachungsaufgaben im Vordergrund. Zudem ist die Aufgabe des ärztlichen Direktors nicht in jedem Bundesland im jeweiligen Krankenhausgesetz klar definiert. Während in Nordrhein-Westfalen lediglich das Amt bezeichnet wird, widmet das Saarland dem ärztlichen Direktor einen eigenen Paragraphen zur Aufgabendefinition.
So obliegt dem ärztlichen Direktor häufig die Sicherstellung der medizinischen Versorgung, was zum Beispiel in der Dienstordnung des Klinikums Augsburg unter anderem wie folgt definiert wird: „Aufsicht über die Leitung des Pflegedienstes in ärztlichen Belangen, Überwachung der Durchführung aufsichtsbehördlicher Anordnungen im medizinischen Bereich und die Wahrung der gesetzlichen Verpflichtungen, Sicherstellung der Krankenhaushygiene sowie Planung und Koordinierung des ärztlichen Aufnahmedienstes und der Unterbringung der Patienten im Krankenhaus.“
Durch diese umfassende Rollenbeschreibung wird die Tragweite des Amtes des ärztlichen Direktors deutlich.